# Карликовый питон
Карликовый питон, или ангольский питон (лат. Python anchietae) — неядовитая змея из рода настоящих питонов, распространённая в юго-западной Африке, на территории Анголы и Намибии.
Достигает в длину 1,83 м. Окраска в основном коричневого цвета, но может быть от белого до почти чёрного, с рисунком. Брюхо желтоватое.
Живет в садах или среди кустарников. Активный днем, скрывается в щелях скал. Питается небольшими млекопитающими и птицами.
Откладывает 4—5 яиц. Вылупившиеся детёныши достигают длины 43—46 см.